# Tập đoàn Volvox
Tập đoàn Volvox (phát âm tiếng Việt là tập đoàn Vôn-vốc) là tập đoàn trùng roi xanh trong họ Volvocaceae bao gồm một phức hợp gồm 50.000 tế bào, tập hợp trong một khối chất hình cầu. Chúng lần đầu tiên được mô tả bởi Antonie van Leeuwenhoek vào năm 1700.

## Sinh sản
Hầu hết các tế bào Volvox tương đối không chuyên biệt chúng lại sinh sản lại phụ thuộc vào một số tế bào chuyên biệt. Sinh sản vô tính xảy ra vào mùa xuân và mùa hè khi một số tế bào rút vào bên trong của tập đoàn mẹ, sau đó sinh sản và hình thành tập đoàn con cái. Khi tập đoàn ban đầu chết, nó vỡ ra và giải phóng các tập đoàn con cái. Sinh sản hữu tính ở Volvox xảy ra trong mùa thu. Một số tập đoàn Volvox lưỡng tính, một số khác lại đơn tính. Vào mùa thu, các tế bào chuyên biệt biệt hóa thành giao tử cái lớn hoặc giao tử đực nhỏ. Giao tử cái lớn, chứa đầy dự trữ chất dinh dưỡng, không di chuyển.
Giao tử đực hình thành như một túi các tế bào có roi có khả năng bơi, chúng rời khỏi tập đoàn mẹ và bơi đến một tập đoàn có chứa giao tử cái. Các túi sau đó bị phá vỡ, và thụ tinh xảy ra giữa hai loại giao tử. Hợp tử tiết ra một khối chất nhầy quanh nó và chúng được giải phóng khi tập đoàn mẹ chết. Do tập đoàn mẹ bao gồm cả tế bào đơn bội, hợp tử phải trải qua quá trình phân bào giảm nhiễm để giảm số lượng nhiễm sắc thể từ bộ nhiễm sắc thể lưỡng bội của hợp tử. Một trong các tế bào tạo ra bởi giảm phân sẽ tiếp tục phân bào vài lần liên tiếp để tạo thành tập đoàn chỉ gồm một số tế bào, các tế bào còn lại sẽ tiêu biến. Tập đoàn này sẽ được giải phóng từ túi bảo vệ của hợp tử bảo vào mùa xuân.